# Dagmar Lastovecká
Dagmar Lastovecká (* 24. června 1951 Brno) je česká právnička, v letech 2003–2013 soudkyně Ústavního soudu ČR, bývalá politička za Občanskou demokratickou stranu, po sametové revoluci československá poslankyně Sněmovny národů Federálního shromáždění, v 90. letech primátorka Brna a senátorka.

## Biografie
Je dcerou právníka a bývalého předsedy Ústavního soudu Zdeňka Kesslera. Na Univerzitě Jana Evangelisty Purkyně v Brně (dnešní Masarykova univerzita) v roce 1971 vystudovala Právnickou fakultu a v roce 1981 zde získala i titul doktorky práv. Do roku 1981 pracovala v Státní bance československé, později v družstevním podniku Drutis Brno a v 90. letech 20. století v brněnské pobočce Agrobanky.
Po sametové revoluci se angažovala ve veřejném a politickém životě. V letech 1991–1994 byla předsedkyní Okresní privatizační komise v Brně. Ve volbách roku 1992 byla zvolena za ODS, respektive za koalici ODS-KDS, do české části Sněmovny národů (volební obvod Jihomoravský kraj). Ve Federálním shromáždění setrvala do zániku Československa v prosinci 1992. Byla členkou Ústavně-právního výboru a Mandátového a imunitního výboru.
V komunálních volbách roku 1994 byla zvolena zastupitelkou Brna za ODS. V letech 1994–1998 byla primátorkou města Brna.
V senátních volbách roku 1998 byla zvolena členkou horní komory českého parlamentu za senátní obvod č. 58 – Brno-město, coby kandidátka ODS. V 1. kole získala 33 % hlasů a v druhém kole porazila se ziskem 50,68 % hlasů sociálního demokrata Václava Božka. Post senátorky zastávala do roku 2003, kdy byla prezidentem České republiky dne 29. srpna 2003 jmenována soudkyní Ústavního soudu. V souvislosti se svým jmenováním ukončila i své členství v ODS, v níž byla od roku 1991.